# Arabisk historia
Arabisk historia handlar dels om arabernas historia på arabiska halvön och dels om islams historia.

## Den forntida arabvärlden
Se Araber#Den forntida arabvärlden

## Det arabiska riket
Se Islams historia

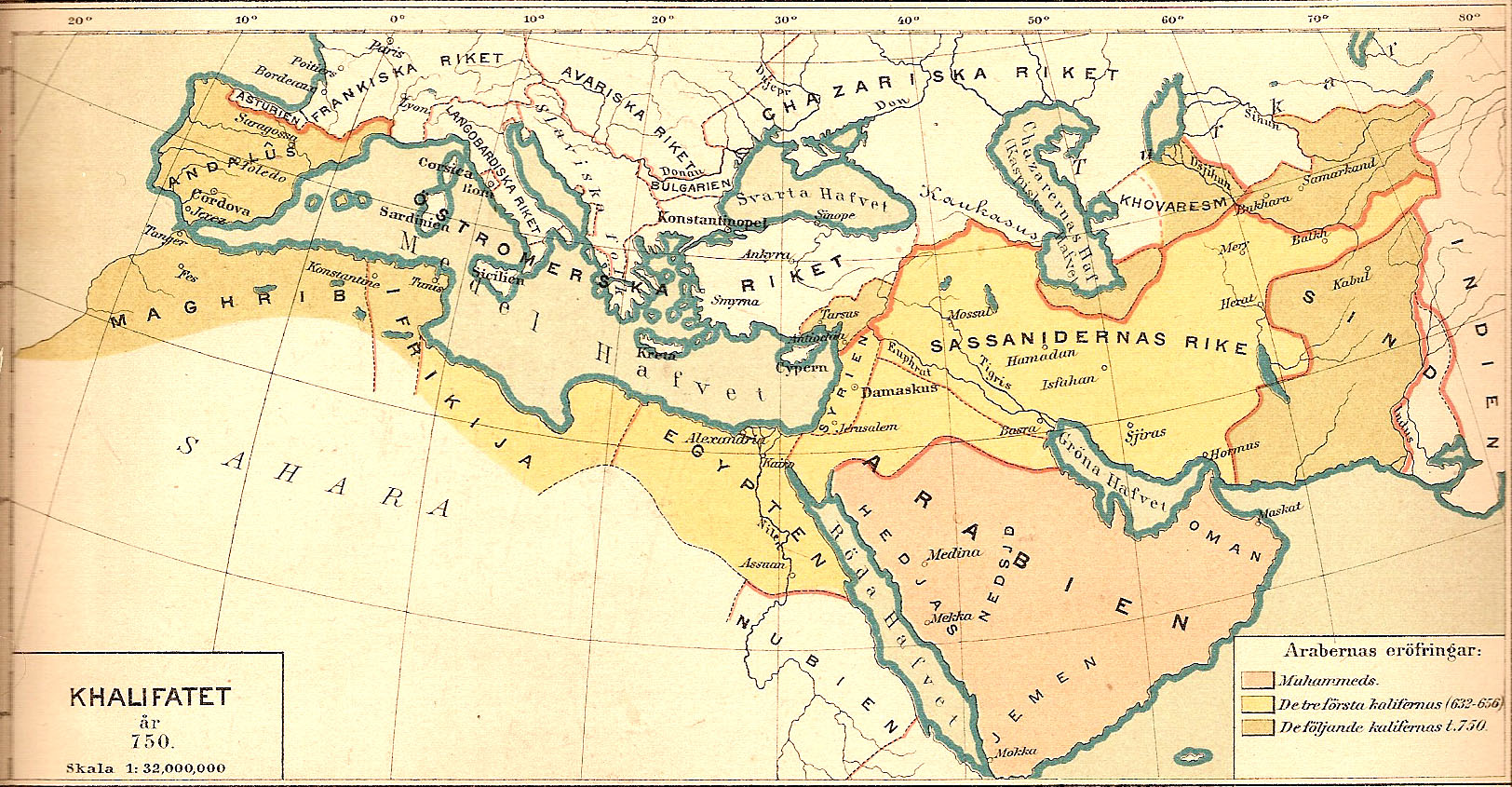
Historisk karta över kalifatets utbredning år 750 e.Kr.

Profeten Muhammed samlade före sin död 632 de arabiska stammarna på arabiska halvön och en period av expansion av islam och riket, kallat kalifatet, inleddes. Men det var inte Muhammed som kallade riket för detta namn. Den som valde sig själv till att efterträda honom kallades på arabiskan för khalife, efterträdare, och därför blev riket känt för kalifatet.
På 700-talet härskade muslimerna över ett av de största rikena någonsin. Muhammed hade genom Guds uppenbarelser påbjudit heligt krig mot judar och kristna för att utbreda islams styre (Koranen 9:29). Araberna tvingade inte de erövrade folken att bli muslimer, men de som inte blev muslimer fick betala betydligt mer i skatt. Därför blev många muslimer. Den heliga boken inom islam är Koranen som finns översatt till alla olika språk idag. Det var således språket och religionen som höll ihop människorna inom de erövrade områdena.
Interna splittringar ledde till att det större riket successivt vittrade sönder. Det nya Osmanska riket förklarade sig 1299 under Osman I självständigt och tog sedan successivt över arabiska områden.

## Nya arabiska riken i Mellanöstern
Osmanska riket bestod ända till första delen av 1900-talet då det slutligen besegrades i första världskriget och tvingades att ge ifrån sig återstående territorier i Europa och Mellanöstern.
Kort före krigsslutet 1918 intog arabiska trupper Damaskus men på konferensen i San Remo 1920 bestämdes att Syrien och Libanon tills vidare som mandatområde under NF:s förvaltning skulle underställas Frankrike. Då fastställdes även att Irak skulle bli NF-mandat under England. 1921 valdes dock Faisal till kung av Irak och landet erhöll 1932 självständighet.
På fredskonferensen i Versailles 1919, fastställdes att Transjordanien skulle bli autonomt emirat och Faisals bror Abdullah insattes som emir.
De osmanska områdena på Arabiska halvön med undantag av norra Jemen erövrades efter hand av den saudiske emiren Ibn Saud som 1932 grundade Saudiarabien.
När osmanerna drog sig ur första världskriget och lämnade norra Jemen 1918 övergick makten till en av de lokala ledarna för motståndet mot Osmanska riket, Imam Yahya, som där bildade Kungariket Jemen.
Efter det franska sammanbrottet 1941 under det andra världskriget förklarade sig Syrien och Libanon självständiga och erkändes som sådana. Efter kriget gavs Transjordanien självständighet. På en konferens i Kairo 1945 samlades mellanösterns arabstater i ett förbund, Arabförbundet, med Saudiarabien, Egypten, Irak, Transjordanien (Jordanien), Syrien, Jemen och Libanon som medlemmar.
Ur de brittiska protektoraten på östra delen av den Arabiska halvön uppstod under andra hälften av 1900-talet ett antal självständiga arabiska stater. Kuwait blev självständig stat 1961 och följdes 1971 av Bahrain, Qatar, Förenade Arabemiraten och Oman.

## Arabisk kultur
Araberna tillverkade silvermynt. Det underlättade så att köpmännen kunde köpa mycket lättare i Orienten och Europa. De arabiska köpmännen tog med sig kryddor och växter från Indien. De lärde också människorna i Spanien att odla apelsiner, citroner, ris och bomull. Människorna i Europa hämtade böcker om medicin, astronomi och matematik. Men de tog även indiska och persiska sagor med sig hem till Europa. Det fanns också universitet i vissa arabiska städer.
Tack vare araberna kan vi idag studera de gamla arabiska och grekiska filosofiska och vetenskapliga texterna och de gamla dikterna och myterna.